# Far Cry Instincts
Far Cry Instincts è un videogioco sviluppato da Ubisoft Montreal e Crytek e pubblicato da Ubisoft nel settembre 2005 per Xbox.
Si tratta di uno spin-off del primo Far Cry uscito per PC Windows.

## Trama
L'ex berretto verde Jack Carver si ritrova ancora nell'isola dove questa volta viene contagiato dal misterioso virus che lo rende una creatura dalle capacità mostruose di cui super forza, visione notturna con la vista della scia della preda e agilità potenziata. Dopo aver imparato a controllare queste nuove capacità Carver esplora l'isola in cerca di aiuto ma trova solo pirati armati e addestrati che tentano di eliminarlo senza pietà. Durante la sua ricerca trova degli alleati che lo aiuteranno ma non sarà facile perché si ritrova a combattere anche altre persone contagiate dal virus che all'inizio vogliono che si schieri dalla loro parte ma Carver rifiuta e loro si comportano di conseguenza tentando di ucciderlo per impedire che scappi. 

## Accoglienza
Il portale SpazioGames.it (Voto 8.7) ha elogiato il comparto grafico, superbo ai tempi, la longeva modalità multiplayer e le novità del gameplay; criticata invece, l'IA da migliorare, la guida dei veicoli e bug nei salvataggi.

## Far Cry Instincts: Evolution
Sequel diretto del primo Far Cry Instincts con una storia molto più breve.
Dopo l'avventura di Far Cry Instincts, abbiamo lasciato il protagonista Jack Carver mutato, in possesso di stupefacenti poteri ferali capaci di farlo sopravvivere in una guerra contro centinaia di nemici. 
Jack rimane però in bolletta e decide quindi di mettere a frutto le proprie abilità diventando un mercenario: incontra così la attraente Kade, una commerciante d'armi che lo assume per scortare un carico diretto ai signori della guerra delle isole del Pacifico. Neanche a dirlo, la situazione precipita presto e Jack si trova nel bel mezzo di una guerra civile, finendo incolpato per un crimine che non ha commesso e braccato da orde di mercenati ed indigeni mutanti con i suoi stessi poteri ferali.

## Far Cry Instincts: Predator
Far Cry Instincts Predator uscito solo per Xbox 360 è composto essenzialmente da 2 giochi: l'originale Far Cry Instincts e il relativo seguito Evolution, pubblicati separatamente per la "vecchia" console Microsoft. Nel titolo vestirete, come nei titoli precedenti, i panni di Jack Carver, un ex militare che, dopo essersi ritirato, ha deciso di condurre una vita tranquilla, portando in giro i turisti sulla propria barca. I guai iniziano con l'arrivo di Val Cortez, la quale gli chiede di accompagnarla alle isole Jucatan, un isolato arcipelago che i locali hanno sempre evitato. Non appena giunti sul posto, la "simpatica" donzella se ne va sull'isola su di un acquascooter, ma poco dopo il nostro eroe viene attaccato apparententemente da delle squadre speciali che stavano pattugliando la zona, riducendo la sua imbarcazione ad un cumulo di macerie. Non gli resta altro che nuotare e raggiungere la terra ferma, ma qui troverà pericoli ben peggiori in agguato ad attenderlo. Presto infatti si ritroverà ad essere sottoposto ad un esperimento, l'iniezione di uno speciale siero che "risveglierà" i suoi poteri animaleschi. A questo punto, anche grazie alle nuove capacità, riesce a liberarsi e... inizia il periodo di caccia.